# Nouvel ordre mondial (relations internationales)
Pour les théories du complot, voir Nouvel ordre mondial (théorie du complot).
 (1er octobre 2017).
Améliorez-le ou discutez des points à vérifier. 

La phrase en latin Novus Ordo Seclorum apparaît dans le Grand sceau des États-Unis dès 1782. Seclorum signifie génération, siècle ou âge et non « mondial ». Néanmoins, le terme siècle renvoie bien bibliquement à ce qui est "de ce monde".

Le nouvel ordre mondial est un concept géopolitique de l'immédiat après-guerre froide. La formule « nouvel ordre mondial » est parfois mentionnée par son acronyme NOM (ou NWO en anglais). L'expression désigne alors l'alignement idéologique et politique des gouvernements et organismes mondiaux vers une certaine unipolarité, incarnée par les États-Unis. Depuis lors, elle est réemployée dans d'autres contextes où il est diversement question de consolider une gouvernance mondiale (en matière financière ou environnementale, par exemple). 
Le concept de nouvel ordre mondial, tel qu'utilisé en géopolitique ne doit pas être confondu pas avec le concept complotiste de nouvel ordre mondial. 

## Premiers usages
Le Nouvel Ordre Mondial est le titre d'un livre du romancier et journaliste H. G. Wells (1866 - 1946) publié en 1940 qui traite de l'établissement d'un gouvernement mondial unique. Son livre est en grande partie consacré à répondre au manifeste que Clarence Streit a publié en 1939 et intitulé Union Now (en) dans lequel Streit appelle à la fondation immédiate d'un gouvernement mondial unique (one world government) à la suite de l'échec de la Société des Nations.
En 1940 Graeme K. Howard, vice-président à l’époque et responsable des exportations d'Opel, a écrit l’Amérique et un Nouvel Ordre Mondial pour s'opposer à l'entrée en guerre des États Unis. 
Sur le dollar est inscrit « Novus Ordo Seclorum » (qui a pu être traduit en Nouvel Ordre du Monde).

## Usage géopolitique
L'expression de « nouvel ordre mondial » est utilisée par plusieurs acteurs géopolitiques à travers le temps. Après le premier choc pétrolier, les pays de l'Organisation des pays exportateurs de pétrole appellent à la tribune de l'Organisation des Nations unies un « nouvel ordre économique mondial » (mai 1974).
Utilisée lors d'un discours prononcé au Congrès des États-Unis le 11 septembre 1990 par le président George H. W. Bush, l'expression « nouvel ordre mondial » s'inscrit dans la lignée des formules exprimant l'idée de nouveauté dans la diplomatie américaine, après la « nouvelle donne » de 1932 et la « nouvelle frontière » de 1960. Suivant Bush, l'expression définit une politique étrangère américaine fondée sur le respect du droit international, la promotion de la paix et de la démocratie en s’appuyant sur l’ONU, dont le fonctionnement ne serait plus bloqué par l’antagonisme EU-URSS. Le symbole en aurait été la première guerre du Golfe en 1991. 

« Nous nous trouvons aujourd’hui à un moment exceptionnel et extraordinaire. La crise dans le golfe Persique, malgré sa gravité, offre une occasion rare pour s’orienter vers une période historique de coopération. De cette période difficile, notre cinquième objectif, un nouvel ordre mondial, peut voir le jour : une nouvelle ère, moins menacée par la terreur, plus forte dans la recherche de la justice et plus sûre dans la quête de la paix. »

— Discours du président américain George H. W. Bush au Congrès le 11 septembre 1990.
Dans les relations internationales des années 1990 et 2000, les tenants de la thèse de l'« empire global » considèrent que l'emploi de cette expression par les politiques témoigne d'une volonté d'expansion de tout ce qui définissait schématiquement le modèle américain pendant la guerre froide : la démocratie et l'économie de marché. L'expression est reprise par certains altermondialistes et anticapitalistes pour dénoncer la mondialisation économique, qui serait dominée par la « pensée unique » libérale.

## Définition du thème

### Théorie de l'empire global
Les tenants de la « théorie de l'empire global » considèrent les événements politico-économiques internationaux survenus depuis 1989 comme témoins de la transition de l'humanité vers un « empire global », qui dans un premier temps correspondrait à un ordre mondial polarisé autour d'une seule puissance : les États-Unis. Cette théorie est soutenue par le philosophe Francis Fukuyama et des plans géostratégiques ont été développés dans ce sens par le politologue Zbigniew Brzeziński, conseiller à la sécurité nationale du président américain Jimmy Carter.
Pour maintenir leur hégémonie et devancer la prééminence de rivaux comme la Chine, la Russie ou le Japon, Brzezinski estime que les États-Unis devront s'allier avec l'Europe pour dominer l'Eurasie en cooptant ou en contrôlant ses élites. Pour cela, les États-Unis ont besoin d'un partenaire européen, mais comme l'Europe est trop divisée, Brzezinski est partisan d'une coopération étroite entre les trois pays d'envergure mondiale d'Europe : le Royaume-Uni, la France et l'Allemagne. La suprématie sur l'Eurasie est stratégique parce qu'elle contient les 3⁄4 des ressources naturelles en matière d'énergie et représente 60 % du PIB mondial et le contrôle de l'Asie centrale est un des principaux objectifs. Par ailleurs, il explique qu'il n'est pas possible d'arriver à un consensus international, sauf dans le cas de la « perception d'une menace extérieure directe et massive », ce qui fait penser aux rhétoriques alarmistes telles que la guerre contre le terrorisme, le réchauffement climatique ou une pandémie comme la Covid-19.

### Contestations de la théorie
Si personne ne conteste l'hégémonie des États-Unis, l'existence d'un empire américain au sens strict fait débat. Cette thèse d'une nation dominant le monde est contestée par d'autres thèses qui, au lieu d'une unipolarité, définissent le monde comme étant plutôt « multipolaire », la Chine et l'Inde étant également des pôles majeurs, qui ne sont pas toujours pris en compte par les partisans de la théorie de l'empire global. Les objections reposent également sur la thèse, notamment soutenue par Emmanuel Todd dans Après l'empire, selon laquelle les États-Unis constituent une puissance en déclin. Selon Zbigniew Brzeziński, la tâche d'Obama est de restaurer la légitimité américaine en étant le fer de lance d'un effort collectif pour un système de management global plus inclusif.
À partir des années 2000, les États-Unis connaissent un certain nombre d'échecs, fréquemment associés à des erreurs commises spontanément. Ces erreurs conviennent mal à une nation disposant en théorie d'une puissance suprême, on peut citer[réf. nécessaire] :
- les difficultés rencontrées dans la gestion de la guerre d'Irak après 8 années de présence ;
- les difficultés rencontrées dans la gestion de la guerre en Afghanistan, après 10 années de présence ;
- la grave crise bancaire, économique et sociale survenue à partir de 2008, et qui, partant des États-Unis, a contaminé une grande partie de l'économie mondiale, y compris les pays alliés des États-Unis.

La suprématie du dollar comme monnaie de réserve rencontre plus d'opposition, et plusieurs acteurs mondiaux envisagent de restreindre son importance dans le commerce international. Enfin l'émergence de la Chine comme nouvelle puissance économique et la montée en puissance de l'Organisation de Coopération de Shanghaï contribuent à rendre caduque l'unilatéralité qui marquait les relations internationales dans les années 1990[réf. nécessaire].

### Autres usages
Depuis le discours de George H. Bush, l'expression « Nouvel ordre mondial » est régulièrement reprise dans des contextes divers, pour désigner toute réforme de la gouvernance internationale. Par exemple, avec la crise financière mondiale débutant en 2007 et la crise alimentaire, le président de la Commission européenne José Manuel Barroso parle de « nouvel ordre mondial » pour désigner un besoin de coopération internationale afin de résoudre ces problèmes. Selon Dominique de Villepin, nous avons besoin d'une gouvernance mondiale pour régler les problèmes d'environnement.
Le politologue Jean-Yves Camus souligne que le Front national utilise l'expression mais que « le concept de « Nouvel Ordre Mondial » n’est pas, dans son acception frontiste, celui que George H.W. Bush employait en 1990 et que le projet de Zbigniew Brzezinski érigeait en horizon indépassable. Il s’agit encore, dans la mentalité frontiste, d’une opposition de principe à la configuration du monde issue du rapport de forces né en 1945. L’expression n’est pas dépourvue de relents de revanche sur la « justice des vainqueurs » qui reste une vieille lune des droites extrêmes ».

### Popularisation de l'expression dans la culture populaire
Cette expression est devenue virale depuis la Chute du mur de Berlin en 1989 entraînant la fin de l'URSS à la suite de l'arrivée au pouvoir en 1985 de Mikhaïl Gorbatchev faisant des Usa la seule superpuissance économique à partir de 1991. George H. W. Bush l'a popularisée lors de sa déclaration du 11 septembre 1990ainsi que Francis Fukuyama sur la croyance en l'économie de marché développée sur La Fin de l'histoire et le Dernier Homme récrit également à la suite de la fin de la Bulle Internet, de la Crise bancaire et financière de l'automne 2008 (le 11 septembre 2001 entre-temps entraînant la fin de certaines illusions en la croyance d'une paix durable et de fraternité pour le bien de tous nées le lendemain du 9 novembre 1989), revient récemment en force notamment à cause du Réchauffement climatiqueréactualisée également à la suite de la guerre de Poutine en Ukraine depuis le 24 février 2022,.